# Chalcopasta anopis
Chalcopasta anopis är en fjärilsart som beskrevs av Dyar 1918. Chalcopasta anopis ingår i släktet Chalcopasta och familjen nattflyn. Inga underarter finns listade i Catalogue of Life.